# Padirac
Padirac település Franciaországban, Lot megyében. Lakosainak száma 183 fő (2022. január 1.). Padirac Gintrac, Loubressac, Miers és Thégra községekkel határos.

## Népesség
A település népességének változása:
| Lakosok száma | 177  | 148  | 160  | 185  | 179  | 165  | 158  | 154  | 165  | 183  |
|               | 1968 | 1982 | 1990 | 2006 | 2013 | 2015 | 2017 | 2019 | 2020 | 2022 |